# Hexagonia
Hexagonia je hra pro počítače Sinclair ZX Spectrum a kompatibilní (například Didaktik), je pokračováním hry Atomix. Jedná se o hru českého původu, jejími autory jsou Patrik Rak a Milan Matoušek, hudbu pro počítače ZX Spectrum 128 složil František Fuka. Vydavatelem hry byla společnost Proxima - Software v. o. s., hra byla vydána v roce 1991 jako součást souboru her Expedice. V roce 1992 ji znovu vydala společnost Ultrasoft. Hra existuje také ve verzi pro počítač SAM Coupé.
Úkolem hráče poskládat molekulu z atomů různě rozmístěných po hrací ploše. Nejprve hráč musí vhodně vhodně zvolit místo, na kterém bude výsledná molekula umístěna, tak, aby se mu na toto místo všechny atomy vešly. Hráč atomy pohybuje způsobem, kdy vybere atom a určí mu směr pohybu. Atom se pak daným směrem pohybuje, dokud nenarazí na překážku nebo jiný atom. Proti hře Atomix obsahuje Hexagonia složitější molekuly a nové druhy překážek, např. překážky, které lze rozbít, a překážky, o které se atom nezastaví, ale odrazí se od nich. Hra má 50 úrovní, v 39. úrovni je ale chyba, která způsobí, že hru nelze dohrát. Pro dohrání 39. úrovně je nutné použít příkaz POKE 36782,16.